# Polygala sinaica
Polygala sinaica är en jungfrulinsväxtart som beskrevs av Viktor Petrovitj Botjantsev. Polygala sinaica ingår i släktet jungfrulinssläktet, och familjen jungfrulinsväxter. Utöver nominatformen finns också underarten P. s. glabrescens.